# Prinz-Rupprecht-Turm
Der Prinz-Rupprecht-Turm ist ein Aussichtsturm am Westrand des Fichtelgebirges auf dem 596 m ü. NHN hohen Wolfenberg zwischen den Weilern Gothendorf und Köslar, beide Gemeindeteile von Bad Berneck im oberfränkischen Landkreis Bayreuth in Bayern. Wanderer erreichen den Turm auf dem Main-Wanderweg von Bad Berneck aus in etwa fünf Kilometer Entfernung. Nur wenige Meter vom Turm entfernt hat der Wanderer schöne Ausblicke in das Fichtelgebirgsvorland, zum Ochsenkopf- und Schneebergmassiv sowie zum Frankenwald.

## Turmgeschichte
Der Prinz-Rupprecht-Turm wurde im Jahr 1901 durch den Verschönerungsverein (Bad) Berneck auf dem 596 m hohen Wolfenberg erbaut. Der ursprünglich kahle Hügel gewährleistete damals einen Weitblick in alle Himmelsrichtungen. Bei schönem Wetter konnte man die Plassenburg bei Kulmbach, die Veste Coburg sowie die Festung Rosenberg bei Kronach sehen. Der Turm hat eine Grundfläche von 24 Quadratmeter, eine Gesamthöhe von 14 Meter, wobei die Aussichtsplattform in zehn Metern Höhe liegt. Weitere Baudaten: Natursteinsockel, Holzbalkenkonstruktion, zwei Zwischenpodeste, umlaufende Treppen und Bretterverkleidung aus Lärchenholz. Der Turm wurde auf einem kleinen Grundstück, für das der damalige Besitzer Johann W. Küfner aus Gothendorf dem Verschönerungsverein Berneck das unentgeltliche und zeitgleich unbegrenzte Erbbaurecht einräumte, errichtet. Seinen Namen erhielt der Turm zu Ehren des Thronfolgers der Wittelsbacher Prinz Rupprecht (1869–1955).
1927 ging der Turm und das Erbbaurecht vom Verschönerungsverein in das Eigentum des Fichtelgebirgsvereines über. Die Übergabe des Turmes erfolgte kostenlos, wurde aber mit der Auflage verknüpft „… den Turm stets in gutem Zustande zu erhalten und dafür Sorge zu tragen, dass er stets jedermann und zu jeder Zeit zugänglich ist“. Die Betreuung des Turmes wurde der Fichtelgebirgsvereins-Ortsgruppe Bad Berneck übertragen. Viele größere und kleinere Ausbesserungsarbeiten waren in der Folgezeit notwendig, die insbesondere in den Nachkriegsjahren recht schwierig waren. 1982 war eine umfangreiche Sanierung erforderlich, bei der neben verschiedenen Arbeiten an der Balkenkonstruktion vor allem das Dach und die Geschosssimse mit Blech gedeckt wurden.
1999 wurden erhebliche Schäden an den Ecksäulen festgestellt. Die Ortsgruppe beschloss die Behebung und erneuerte Anfang 2000 mit großem Aufwand drei Ecksäulen, verschiedene Verstrebungen und die Außenverschalung. Gesamtkosten inklusive Eigenleistungen rund 45.000 DM.
Der Prinz-Rupprecht-Turm ist ein eingetragenes Baudenkmal des Bad Bernecker Ortsteils Gothendorf.